# プリヴェルノ＝フォッサノーヴァ駅
プリヴェルノ＝フォッサノーヴァ駅（伊: Stazione di Priverno-Fossanova）は、イタリア共和国ラティーナ県プリヴェルノにある、ローマ＝ナポリ線の鉄道駅である。
聖トマス・アクイナス終焉の地であるシトー会のフォッサノーヴァ修道院 (Fossanova Abbey) が近くにある。プリヴェルノの中心市街は、鉄道駅や修道院のあるフォッサノーヴァ集落から4kmほど離れている。居住の中心地からは離れているために、旅客数は多くない。
ナポリ方面とテッラチーナ行きの分岐が出発している。

## 施設
駅の施設は以下のとおり:
- 切符売場
- バスの始発
- 地下道